# Bukowa Mała (Lublin)
Bukowa Mała [pronunciación en polaco: /buˈkɔva ˈmawa/] es un pueblo ubicado en el distrito administrativo de Gmina Sawin, dentro del Condado de Chełm, Voivodato de Lublin, en Polonia oriental. Se encuentra aproximadamente a 7 kilómetros al noreste de Sawin, a 17 kilómetros al norte de Chełm, y a 67 kilómetros al este de la capital regional Lublin.